# 라마굽타
라마굽타(산스크리트어: रामगुप्तः)는 산스크리트어 연극인 데비찬드라굽탐에 따르면 인도 북부 굽타 왕조의 황제였다. 현존하는 연극의 단편들은 다른 문학적 증거들과 결합되어 그가 자신의 아내 드루바데비를 인도-스키타이 적에게 넘겨주기로 동의했음을 시사한다. 그러나 그의 형제인 찬드라굽타 2세는 그 사카 적을 죽였고, 나중에 라마굽타를 폐위시키고 드루바데비와 결혼했다.
공식 굽타 왕조의 계보에는 라마굽타가 언급되지 않으므로, 데비찬드라굽탐 서사의 역사성은 논쟁의 여지가 있다. 여러 다른 자료들도 이 연극에 언급된 사건들을 언급하지만, 이 자료들은 라마굽타의 이름을 명시하지 않으며, 연극 자체에 기반했을 수도 있다. 중부 인도에서 발견된 다양한 굽타 문자로 쓰여진 세 개의 미상 날짜 비문은 라마굽타라는 왕을 언급한다. 이는 라마굽타라는 굽타 황제의 존재를 증명하는 것처럼 보이지만, 데비찬드라굽탐 이야기의 역사성을 결정적으로 증명하지는 않는다. 중부 인도에서 발견된 일부 주화들도 라마굽타에게 귀속되었지만, 이 귀속은 현대 역사가들로부터 만장일치로 받아들여지지 않았다.

## 치세
데비찬드라굽탐의 현존하는 구절과 기타 뒷받침하는 증거를 바탕으로, 현대 학자들은 라마굽타가 굽타 황제 사무드라굽타의 장남이자 후계자였다고 이론화한다.
연극에 따르면, 라마굽타는 그의 아내 드루바데비 (또는 드루바스와미니)를 사카 적에게 넘겨주기로 결정했지만, 그의 동생인 찬드라굽타는 왕비로 변장하여 적진에 침투하여 적을 죽였다. 보자의 슈링가라프라카샤에 인용된 데비찬드라굽탐 구절에 따르면, 적진은 알리푸라에 위치해 있었다. 바나의 하르샤차리타는 그곳을 "아리푸라"(문자적으로 "적의 도시")라고 부르며; 하르샤차리타의 한 필사본은 그곳을 "날리나푸라"라고 부른다.
라마굽타의 "사카" (IAST: Śaka) 적의 정체는 불확실하다. 제안된 식별은 다음과 같다.
- 역사가 V. V. 미라쉬는 그를 펀자브를 통치했던 쿠샨 왕으로 식별했으며, 사무드라굽타의 알라하바드 기둥 비문에서 "데바푸트라-샤히-샤누샤히"라고 언급된다.[11]
- 역사가 A. S. 알테카르는 그를 서부 및 중앙 펀자브를 통제했던 키다라 1세의 아들인 피로로 식별했다. 알테카르는 피로가 동부 펀자브를 침공했고, 라마굽타가 그의 진격을 저지하려 시도하여 전쟁이 발생했다고 이론화했다.[11]

자이나교 조각상 비문(비문 참조)을 바탕으로, 역사가 테즈 람 샤르마는 라마굽타가 사카 적에게 굴욕을 당한 후 "평화로운 삶의 방식"을 채택했을 수 있으며, 이것이 그가 자이나교에 경도된 이유를 설명할 수 있다고 추측한다.
나중에 찬드라굽타는 라마굽타를 살해하고 드루바데비와 결혼한 것으로 보이며, 드루바데비는 굽타 기록에서 찬드라굽타의 왕비로 언급된다.

## 역사성
भगवतोर्हतः चन्द्रप्रभस्य प्रतिमेऽयं कारिता महाराजाधिराज-श्री-रामगुप्तेन उपदेशात् पाणिपात्रिक-चन्द्रक्षमाचार्य्य-क्षमण-श्रमण-प्रशिष्य-आचार्य्य सर्प्पसेन-क्षमण-शिष्यस्य गोलक्यान्त्या-सत्पुत्रस्य चेलु-क्षमणस्येति
라마굽타가 실존 인물이라는 이론은 다음 사항들에 의해 뒷받침된다:
- 라마굽타에게 귀속된 비문들이 중부 인도에서 발견되었다 (아래 참조).[16] 이 비문들은 마하라자디라자라는 황제 칭호를 사용한 라마굽타라는 왕을 언급한다. 또한, 이 비문들은 서기 4세기에서 5세기의 굽타 브라흐미 문자로 되어 있어, 라마굽타가 역사적인 굽타 황제였음을 증명한다.[9]
- 연극 데비찬드라굽탐의 다른 두 주요 인물인 드루바데비와 찬드라굽타는 실존 인물로 알려져 있다. 굽타 왕조의 공식 기록은 찬드라굽타 2세를 황제로 언급한다.[2] 드루바데비는 그녀의 왕실 인장을 통해 입증되는데, 이 인장은 그녀를 찬드라굽타의 아내이자 고빈다굽타의 어머니로 묘사한다.[14]
- 사무드라굽타의 에란 비문은 그의 왕비 닷타데비에게 많은 아들과 손자들이 있었다고 언급하는 것으로 보이지만, 비문이 훼손되어 확실하게 말할 수는 없다.[2]
- 굽타 왕조의 공식 계보에서는 왕들이 아버지의 "발에 명상한다"고 묘사된다. 그러나 이 관례에서 벗어나, 찬드라굽타 2세는 그의 마투라 석주 비문과 스칸다굽타의 비하르 및 비타리 비문에서 "아버지에게 인정받았다"고 묘사된다.[2][17] 연극이 역사적 근거를 가지고 있다고 믿는 학자들은 이것이 그의 즉위가 논쟁의 여지가 있었음을 은밀하게 표현하는 방식이라고 주장한다.[18]
- 여러 후기 텍스트와 비문 (Devichandraguptam § Historicity 참조)은 데비찬드라굽탐에 언급된 에피소드를 언급하지만,[19][5] 이 자료들은 연극 자체에 기반했을 수 있으므로, 연극의 역사성을 확정적으로 입증하는 증거로 간주될 수 없다.[20]

### 비문
비디샤 근처의 두르잔푸르(또는 두르잔푸라)에서 발견된 자이나교 티르탕카라 두 개의 석상에는 마하라자디라자 라마굽타를 언급하는 비문이 새겨져 있다. 다른 유사한 석상의 부분적으로 손상된 비문에도 그의 이름이 언급된 것으로 보인다. 이 석상들은 불도저로 밭을 정리하다가 발견되었으며, 불도저에 의해 부분적으로 손상되었다.
| 조각상                 | 보존 상태 | 받침대에 새겨진 비문 (IAST 음역, 재구성된 부분은 대괄호 안에 표시) |
| ---------------------- | --- | --- |
| A: 찬드라프라바 조각상 | 티르탕카라의 얼굴이 완전히 손상되었고, 왼쪽 시종 인물의 얼굴도 손상되었지만, 비문은 잘 보존되어 있으며 완전하다.                                                               | Bhagavatorhataḥ Candraprabhasya pratime-yaṃ kāritā ma- harājadhirāja-śri-Rāmaguptena upadeśāt-Pāṇipā- trika-Candrakṣamacā- ryya-kṣamaṇa-śramana-praśiṣya-acāryya Sarppasena-kṣamaṇa-śiṣyasya Golakyāntyā-satputraasya Celūkṣamaṇasyeti                       |
| B: 푸슈파단타 조각상   | 티르탕카라의 얼굴이 완전히 손상되었고, 시종과 프라바발리 부분은 잘 보존되었지만, 비문의 마지막 두 줄은 손상되었다.                                                             | Bhagavatorhataḥ Puṣpadantasya pratime-yaṃ kāritā ma- harājadhirāja-śri-Rāmaguptena upadeśāt-Pāṇipātrika- Candrakṣama[nācā]ryya-[kṣamaṇa]-śramana-praśi[ṣya] [... damaged portion ...] ti                                                                     |
| C: 찬드라프라바 조각상 | 티르탕카라의 얼굴이 부분적으로 보존되었고, 시종과 프라바발리 부분은 완전히 소실되었으며, 비문은 지워졌다 (그러나 다른 두 비문을 바탕으로 일부 단어와 글자를 재구성할 수 있다). | Bhagava[to]rha[taḥ] [Candra]prabhasya pratime-yaṃ [kā]ritā maha[rāja]dhirā[ja]- śri-[Rāmagupte]na u[padeśāt-Pā]ṇi[pātri] [... damaged portion ...] 왕의 이름이 포함된 부분은 'Rāmaguptena'로 복원될 수 있는데, m과 pte 글자의 희미한 흔적이 보이기 때문이다. |

재구성된 텍스트를 바탕으로, 세 비문 모두 티르탕카라의 이름을 제외하고는 동일한 텍스트를 포함하는 것으로 보인다. 이들은 황제 라마굽타가 한 승려의 요청에 따라 조각상을 제작하도록 했다고 명시한다. 그 승려는 첼라 크샤마나 또는 첼루 크샤마나(IAST: Celū-kṣamaṇa)라고 불렸으며, 골라키안티의 아들이자 아차리야 사르파세나 크샤마나의 제자였고, 사르파세나 크샤마나는 찬드라 크샤마나의 제자의 제자였다.
이 비문들은 라마굽타가 굽타 왕조에 속했다는 것을 언급하지 않으며, 날짜도 명시하지 않는다. 그러나 이들을 4세기로 연대하고, 이 비문에 언급된 라마굽타를 굽타 황제로 식별하는 것을 지지하는 다음과 같은 주장이 가능하다.
- 비문을 편집한 금석학자 G. S. 가이에 따르면, 이 비문들은 이른바 남부 또는 서부 굽타 문자 변형을 특징으로 한다. 알파벳은 라마굽타의 전임자였을 사무드라굽타의 에란 비문과 라마굽타의 후임자였을 찬드라굽타 2세의 산치 비문의 알파벳과 명확하게 유사하다. 중간 'i' 문자는 산치 비문에 나타난 것과 다르지만, 그러한 문자는 3세기 난드사-유파 비문과 같은 이전 비문에서도 찾을 수 있다.[24] 따라서 고문학적 근거로 라마굽타 비문은 서기 4세기로 할당될 수 있다.[25][24]
- 가이에 따르면, 조각상의 조각적 특징과 양식 또한 4세기에 속한다는 것을 시사한다. 프라바발리(광배)는 5세기 산치의 불상만큼 발달하고 양식화되지 않았다. 조각상의 받침대는 티르탕카라와 관련된 특징적인 란차나스(전통적 상징) 대신 중앙에 차크라를 특징으로 하는데, 이는 이 이미지들이 "자이나 도상학 발달의 초기 단계"에 속한다는 것을 시사한다.[24]
- 마하라자디라자는 황제 칭호로, 라마굽타가 역사적인 굽타 황제였음을 나타낸다.[9]

그러나 다른 이론에 따르면, 두르잔푸르 비문의 라마굽타는 찬드라굽타 2세의 형제가 아니라 후기 굽타 왕이다. 역사가 D. C. 시르카르는 이 기록들과 찬드라굽타 2세의 산치 비문에 나타나는 글자와 기호를 비교하여 이 기록들을 후기 시대로 연대했다.

### 주화
앞면에는 "라마구타" (프라크리트어 형태의 "라마굽타")라는 글자와 뒷면에는 사자 또는 가루다 형상이 새겨진 몇몇 구리 주화가 마디아프라데시주의 에란과 비디샤에서 발견되었다. 일부 학자들은 이 주화들을 굽타 통치자 라마굽타의 것으로 보지만, 다른 학자들은 그를 다른 지역 통치자로 본다. 가루다가 제국 굽타 왕조의 상징이었기 때문에, 화폐학자 K. D. 바지파이는 이 주화들이 실제로 굽타 황제 라마굽타에 의해 발행되었다고 주장했다. 바지파이는 사무드라굽타가 그의 아들 라마굽타를 중부 인도의 동부 말와 지역의 총독으로 임명했으며, 라마굽타는 사카족과의 전쟁 때문에 아버지의 죽음 이후에도 그곳에 머물 수밖에 없었고, 데비찬드라굽탐에 묘사된 사건들이 그곳에서 일어났다고 추측했다.
그러나 역사가 D. C. 시르카르는 바지파이의 이론이 설득력이 없다고 보며, 이 주화의 발행자는 5세기 후반 굽타 왕조가 쇠퇴한 후 굽타 주화를 모방한 지역 족장이었을 수 있다고 말한다. 시르카르는 하리굽타라는 비굽타 통치자가 가루다를 특징으로 하고 찬드라굽타 2세의 금화를 모방한 구리 주화를 발행한 것으로 알려져 있다고 지적한다. 인드라굽타라는 또 다른 모방자의 주화가 쿰라르에서 발견되었다. 시르카르는 또한 다른 굽타 황제들이 금화를 발행한 것으로 알려져 있지만, 라마굽타가 발행한 금화는 발견되지 않았다는 점도 지적한다.

## 참고 문헌
- A. K. Warder (1989). 《Indian Kavya Literature》. Motilal Banarsidass. ISBN 978-81-208-0448-7.
- Ashvini Agrawal (1989). 《Rise and Fall of the Imperial Guptas》. Motilal Banarsidass. 315쪽. ISBN 978-81-208-0592-7.
- D.C. Sircar (2008) [1968]. 《Studies in Indian Coins》. Motilal Banarsidass. ISBN 978-81-208-2973-2.
- Dilip Kumar Ganguly (1987). 《The Imperial Guptas and Their Times》. Abhinav. ISBN 978-81-7017-222-2.
- Dilip Kumar Ganguly (1984). 《History and Historians in Ancient India》. Abhinav. 150쪽. ISBN 978-0-391-03250-7.
- G. S. Gai (1969).  B. J. Sandesara, 편집. 《Three inscriptions of Rāmagupta》. 《Journal of the Oriental Institute》. XVIII (Oriental Institute, 마하라자 사야지라오 바라다 대학교). 247–251쪽.
- R. C. Majumdar (1981). 《A Comprehensive History of India》. 3, Part I: A.D. 300-985. Indian History Congress / People's Publishing House. OCLC 34008529.
- Romila Thapar (2013). 《The Past Before Us》. Harvard University Press. ISBN 978-0-674-72651-2.
- S. R. Goyal (1994). 《An introduction to Gupta numismatics》. Kusumanjali Prakashan. OCLC 32240275.
- Tej Ram Sharma (1989). 《A Political History of the Imperial Guptas: From Gupta to Skandagupta》. Concept. ISBN 978-81-7022-251-4.
- Upinder Singh (2008). 《A History of Ancient and Early Medieval India: From the Stone Age to the 12th Century》. Pearson Education India. ISBN 978-81-317-1677-9.